# Cantino
Cantino è un termine che indica, negli strumenti a fiato a sacca, come le cornamuse o le zampogne, una canna forata, atta a produrre la melodia, che, assieme ad altre che emettono un suono unico e continuo, chiamate bordoni, compongono l'assieme musicale dello strumento.

Lo si può trovare anche su moltissimi strumenti a corda di genere diverso, riferito alla corda più sottile su cui si suonano delle melodie, essendo in qualche modo tastabili, cioè si può variarne la frequenza, azionando leve (anche dette tangenti come nella ghironda), chiudendo o aprendo fori e pigiando le corde in determinati punti. 
Tale caratteristica tuttavia non è riscontrabile negli strumenti a fiato come le cornamuse o le zampogne.